# Об'єднання французького народу
Об'єднання французького народу (фр. Rassemblement du peuple français [ʁasɑ̃bləmɑ̃ dy pœpl fʁɑ̃sɛ], RPF) — політична організація Франції у 1947—1955 рр. на чолі з Шарлем де Голлем.

## Утворення
Після прийняття Конституції Четвертої республіки Шарль де Голль категорично виступив проти її головних положень, що обмежували владу Президента та призводили до постійних змін уряду. У квітні 1947 р. він виступив з заявою про створення під своїм керівництвом надкласової організації (асоціації) — Об'єднання французького народу (РПФ), завдання якого полягало у боротьбі за реформу конституції в дусі посилення президентських повноважень. Вже наприкінці 1947 р. РПФ нараховувало 1 млн осіб. Структура РПФ характеризувалася суворою централізацією та підпорядкуванням лідеру.

## Політична програма
Деголлівське об'єднання не мало програми у звичному розумінні цього слова. Її заміняла система поглядів де Голля, які дістали назву голлізму. Генерал наполягав на неможливості відновлення довоєнних порядків та необхідності серйозних змін у керівництві економікою і політикою. Суть його головних ідей віддзеркалювали слова «нація», «сильна держава», «велика Франція», «соціальні реформи».
Висхідним пунктом деголлівської доктрини була ідея «нації». Згідно з нею де Голль вважав головною силою не класи, а нації. Класові інтереси, з його точки зору, мають приватний характер і тому їх слід підпорядковувати загальнонаціональним, виразником яких є держава. Щоб держава могла успішно відстоювати загальнонаціональні інтереси, вона повинна бути «сильною», тобто мати широкі повноваження і якнайменше залежати від партій. Лише сильна держава, що спирається на підтримку всієї нації, здатна спрямувати її до вищої мети — «величі».
Важливим елементом політики, спрямованої на створення «сильної держави», «згуртування нації і досягнення величі», де Голль вважав соціальні реформи. До їх числа він відносив: відновлення всіх демократичних свобод, часткову націоналізацію, державний контроль над економікою, систему соціального страхування, покращення умов праці. Провідне зовнішньополітичне завдання голлізму зводилося до розв'язання проблеми національної незалежності.

## Участь у політичній боротьбі
В жовтні 1947 р. РПФ взяла участь у муніципальних виборах і тріумфально перемогла, отримавши 40 % голосів виборців. Проте головну ставку було зроблено на участь та перемогу на парламентських виборах, які припали на 1951 р. Несподіванкою для голлістів став новий виборчий закон, схвалений Національними зборами напередодні виборів, що передбачав заміну пропорційної системи виборів мажоритарною.
Хоча РПФ виборола на парламентських виборах до Національних зборів 118 мандатів, тобто більше ніж будь-яка інша партія (ФКП — 103, СФІО — 104, МРП — 85), але не набрала абсолютної більшості, необхідної для формування уряду. До того ж таборі голлістів зростало невдоволення авторитаризмом генерала, що спричинило кадрові перестановки в об'єднанні, падіння впливу РПФ та врешті-решт його розпуск 1955 р.